# Raymond Nart
Raymond Daniel George Nart, né en 1936 à Gaudonville, est un ancien haut fonctionnaire de la DST (Direction de la sécurité du territoire, devenue DCRI).

## Carrière
Il est diplômé de l'Institut d'études politiques de Toulouse (promotion 1960).
En août 1976, il est recruté par la DST et y poursuivra toute sa carrière professionnelle jusqu'à sa retraite en 1998. Il fut notamment directeur adjoint de Marcel Chalet. Il est réputé comme étant un manipulateur de la vieille école, et étant « disposé aux coups fourrés ». L'un des anciens directeurs du service, Rémy Pautrat, conteste cette image et le décrit comme un « immense professionnel ».  
Il est l'un des protagonistes de l'affaire Farewell avec Marcel Chalet, directeur de la DST de l'époque. Il participe au premier interrogatoire avec Vladimir Vetrov (Farewell), où la première question qui lui est posée est : « Vous appelez au secours, que voulez-vous faire ? », à quoi Vetrov répond : « Je veux donner des renseignements à la DST. »
Lors de l'accusation d'Hambleton, un espion soviétique, dans un procès en Angleterre en décembre 1982, il est invité à venir plaider. Au cours d'une suspension de séance, ses avocats apprirent qu'un représentant de la DST était venu témoigner ; selon Nart, à la reprise, quand Hambleton le vit dans la salle, l'avocat prit peur et déclara : « Nous changeons de stratégie, nous plaidons coupable. » Hambleton est condamné à dix ans de prison.
Il se trouve à Berlin le soir de la chute du mur de Berlin, et fait partie des premiers agents, le soir-même, à passer de l'autre côté. Il récupère un morceau du mur, désormais exposé au musée de la DGSI. Après la chute du mur, la DST prend attache avec Mihai Caraman, ancien chef de la Securitate (police secrète roumaine sous l'ère communiste). Invité en France pour révéler des secrets concernant les taupes en France, il révèle à Nart et à son service que le ministre Charles Hernu était agent coopté des services roumains.
Il se mit ensuite à publier dans la Revue de la Défense nationale un dossier sur l'espionnage scientifique par l'URSS. Il est nommé directeur adjoint de la DDT en 1990. Il prend la direction de la Cie des Signaux en 1998. En 2004 il est recruté par l'ADIT.
C'est sous le pseudonyme d'Henry Regnard qu'il écrit dans la Revue de la Défense nationale.
En 2011, il témoigne en faveur d’Arcadi Gaydamak au procès des ventes d’armes à l’Angola, affirmant que la libération des pilotes prisonniers en Bosnie a été facilitée par le milliardaire, qu’il présente comme son agent.
Il a collaboré avec Régis Debray pour la revue Médium, que ce dernier dirige, lors d'un numéro de 2013 sur le secret.

## Œuvres
- Avec Jean-François Clair et Michel Guérin, La DST sur le front de la guerre froide, novembre 2022.
- Avec Jacky Debain et Yvonnick Denoël, L'affaire Farewell vue de l'intérieur, Nouveau Monde, 2013[8]
- Gaudonville en Lomagne, hier et aujourd'hui : carrefour stratégique, guerres, révolutions, révoltes et/ou villa de plaisance ?, éd. Louis Rabier, 2016  (ISBN 9782366740431)
- Histoire intérieure de la rébellion dans les Aurès, Adjoul-Adjoul, éd. L'Harmattan, 2015  (ISBN 9782343054520)
- Soubiran, un escroc au renseignement sous Napoléon, Nouveau Monde, 2013  (ISBN 9782365833820)
- L'Espion et ses prothèses, Médium, no 37-38, 2013, p. 75-101.
- (sous le pseud. d'Henri Regnard[9]) L'URSS et le renseignement scientifique, technique et technologique, in Défense nationale, décembre 1983, p. 107-121[10].
- (sous le pseud. d'Henri Regnard), « Transferts de technologie au profit de l'URSS : les pays frères », in Défense nationale, avril 1987.

## Sources
- Le Point, Christophe Deloire, 12 septembre 2003, Confessions d'un chasseur d'espions
- Médiapart, 10 juillet 2013, L’espion qui venait du Gers
- Les espions français parlent : Archives et témoignages inédits des services secrets français, chapitre 3, Laurent Vadillo, Le contre espion de l'Affaire Farewell parle : Entretien avec Raymond Nart, éd. Nouveau Monde  (ISBN 2365839266).